# Paolino Minorita
Paolino Minorita, conosciuto anche come fra' Paolino da Venezia o Paolino Veneto (1270 circa – Pozzuoli, 22 giugno 1344), è stato un vescovo cattolico, politico e scrittore italiano.

## Biografia
Le sue origini sono pressoché sconosciute: della famiglia non si sa nulla e anche il luogo di nascita non è noto, in quanto l'appellativo "da Venezia" potrebbe semplicemente indicare che si fece francescano nel convento lagunare dei Frari. Verosimilmente si formò nelle scuole della provincia religiosa di Sant'Antonio (comprendente il Triveneto) e infatti il primo documento che lo nomina lo vede il 12 dicembre 1293 nel convento di Padova, forse in qualità di studente dello studium dei minori. L'11 ottobre 1295, invece, non si trovava più nella città euganea perché dovette inviarvi un rappresentante, fra Clarello, per la riscossione di un lascito testamentario.
Fu attivamente impegnato in azioni politico-diplomatiche. Egli fu infatti dapprima inquisitore nella Marca trevigiana e in seguito ottenne la carica di ambasciatore della Repubblica di Venezia al servizio di Roberto d'Angiò e di Giovanni XXII.
Nel 1324 venne eletto vescovo di Pozzuoli e nel 1328 assunse la carica di consigliere di Roberto d'Angiò.

## Opere

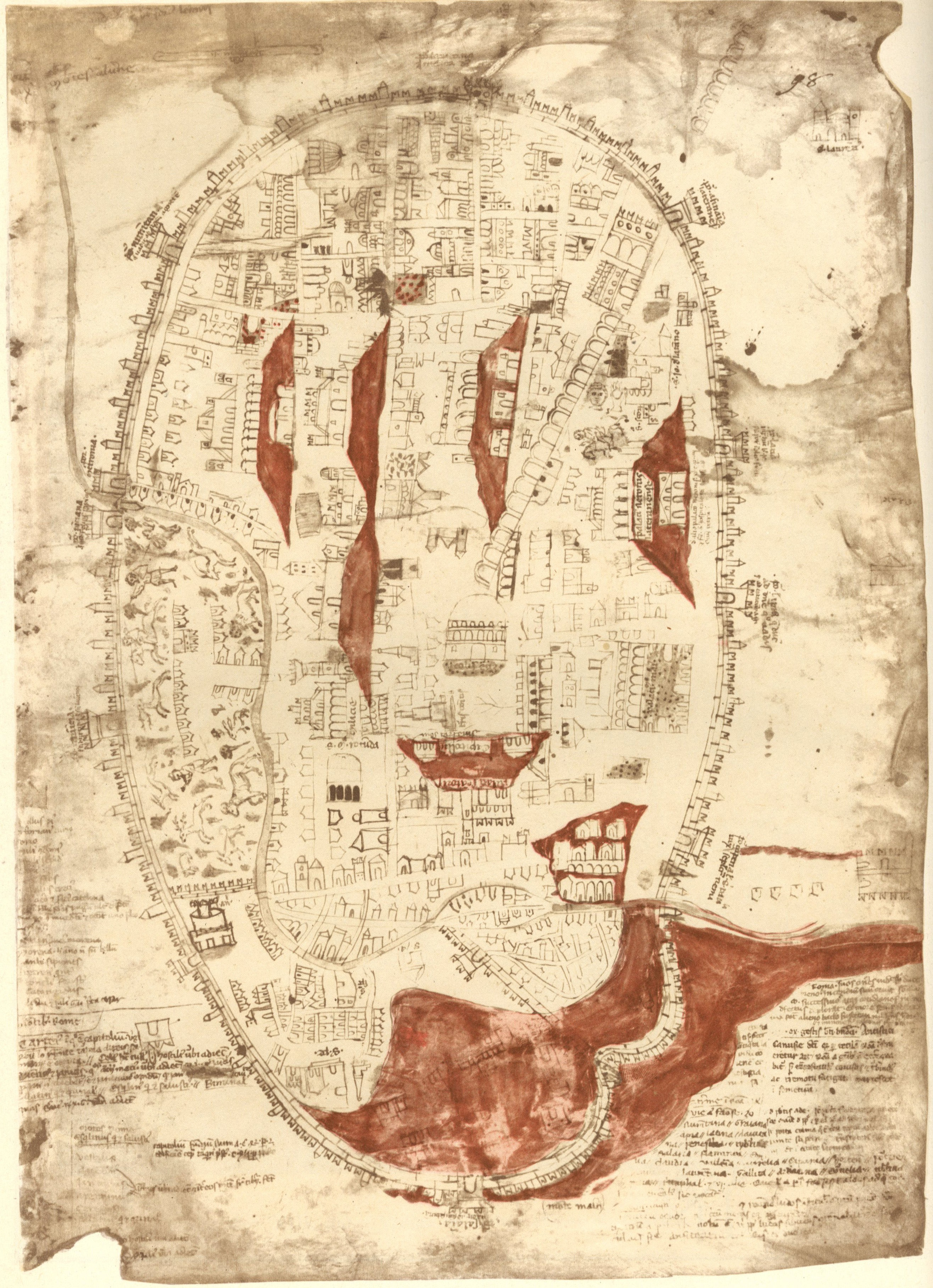
Mappa della città di Roma ad opera di Paolino Minorita, ca. 1321

Le opere di Paolino Minorita, dalle quali il Boccaccio attinse pur criticando l'autore come storiografo, sono principalmente di carattere storico ed enciclopedico come l'Historiarum Epitoma, il Compendium (o Chronologia magna) e l'Historia Satyrica, che si rifanno allo Speculum Historiale del frate domenicano Vincenzo di Beauvais.
Tra i suoi scritti ci è pervenuto anche il Liber de regimine rectoris, un trattato in volgare veneziano del 1314 sul modo di governare.
Di tali opere spesso ci è giunto l'esemplare curato da lui stesso. L'apparato di immagini che accompagna il testo costituisce una tappa importante della storia della decorazione libraria e della rappresentazione cartografica: un foglio all'interno dell'opera Compendium contiene una pianta di Venezia, una rappresentazione cartografica della città di Venezia tra le più antiche conosciute della città.

## Genealogia episcopale
La genealogia episcopale è:
- Cardinale Bertrand de La Tour
- Vescovo Paolino da Venezia